# HD243202
HD243202 є хімічно пекулярною зорею спектрального класу
B5 й має видиму зоряну величину в смузі V приблизно 11,1.